# Lasiodiamesa sphagnicola
Lasiodiamesa sphagnicola är en tvåvingeart som först beskrevs av Jean-Jacques Kieffer 1925.  Lasiodiamesa sphagnicola ingår i släktet Lasiodiamesa och familjen fjädermyggor. Arten är reproducerande i Sverige. Inga underarter finns listade i Catalogue of Life.